# Río Sierra
El río Sierra es un curso fluvial de Cantabria (España) perteneciente a la cuenca hidrográfica del Saja-Besaya. Tiene una longitud de 4,752 kilómetros, con una pendiente media de 1,2°. Es afluente del Saja.